# Arrigo da Campione
Arrigo da Campione (aussi Enrico), né à Campione d'Italia en 1220 et mort vers 1270, est un sculpteur et un architecte italien.

## Biographie
Arrigo da Campione est très vraisemblablement le maître d'œuvre de la chaire, située au centre de la nef principale de la cathédrale de Modène. il est également l'architecte qui continué l'érection de la Torre Ghirlandina, le campanile de cette même cathédrale, et complètement terminée en 1319 par la corporation des maestri campionesi.